# Wael Ayan
Wael Ayan (in arabo وائل عيان‎?; Aleppo, 13 giugno 1985) è un calciatore siriano.

## Palmarès

### Club

#### Competizioni nazionali
- Campionato siriano: 1

Al-Ittihad Aleppo: 2005
- Coppa di Siria: 2

Al-Ittihad Aleppo: 2005-2006

#### Competizioni internazionali
- Coppa dell'AFC: 1

Al-Ittihad Aleppo: 2010